# Crateritheca bidens
Crateritheca bidens is een hydroïdpoliep uit de familie Sertulariidae. De poliep komt uit het geslacht Crateritheca. Crateritheca bidens werd in 2003 voor het eerst wetenschappelijk beschreven door Vervoort & Watson. 